# Jess Glynne/Auszeichnungen für Musikverkäufe

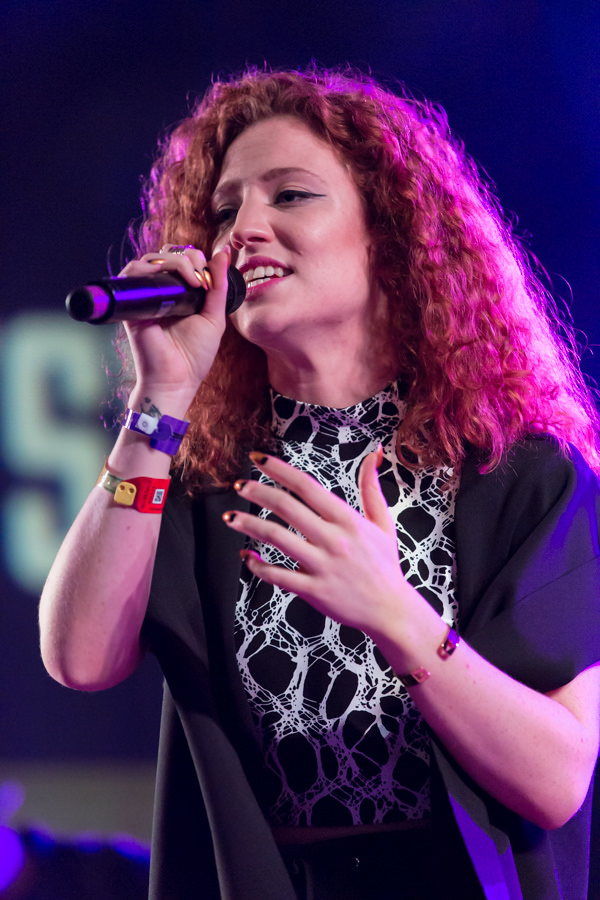
Jess Glynne (2015)

Dies ist eine Übersicht über die Auszeichnungen für Musikverkäufe der britischen Pop-Sängerin und Songwriterin Jess Glynne. Die Auszeichnungen finden sich nach ihrer Art (Gold, Platin usw.), nach Staaten getrennt in chronologischer Reihenfolge, geordnet sowie nach den Tonträgern selbst, ebenfalls in chronologischer Reihenfolge, getrennt nach Medium (Alben, Singles usw.), wieder.

## Auszeichnungen
| - Vereinigtes Königreich - 2017: für die Single Ain’t Got Far to Go - 2018: für die Autorenbeteiligung Rumour Mill (Rudimental) - 2021: für das Lied My Love (Solo-Version) - 2021: für die Single This Christmas - Australien - 2015: für die Single Not Letting Go - Belgien - 2014: für die Single My Love - Brasilien - 2014: für die Single Rather Be - Dänemark - 2014: für das Streaming My Love - 2020: für das Album I Cry When I Laugh - 2021: für die Single I’ll Be There - 2021: für die Autorenbeteiligung Woman Like Me (Little Mix) - 2022: für die Single Hold My Hand - Deutschland - 2020: für die Single Hold My Hand - Griechenland - 2025: für die Single My Love (2024) - Italien - 2014: für die Single My Love - 2015: für die Single Real Love - 2019: für die Single All I Am - 2019: für die Single I’ll Be There - 2019: für die Autorenbeteiligung Lullaby (Sigala) - 2021: für das Album I Cry When I Laugh - Japan - 2017: für die Single Rather Be (Digital) - 2024: für das Streaming Rather Be - Kanada - 2018: für das Album I Cry When I Laugh - 2019: für die Autorenbeteiligung Woman Like Me (Little Mix) - 2021: für das Album Always In Between - 2021: für die Single All I Am - 2021: für die Single Take Me Home - 2021: für die Single Thursday - Mexiko - 2019: für die Autorenbeteiligung Woman Like Me (Little Mix) - Neuseeland - 2016: für die Single Real Love - Niederlande - 2016: für die Single Take Me Home - Norwegen - 2018: für die Single I’ll Be There - 2020: für die Autorenbeteiligung Woman Like Me (Little Mix) - Österreich - 2024: für die Autorenbeteiligung Lullaby (Sigala) - Polen - 2022: für die Single Hold My Hand - 2022: für die Single Take Me Home - 2024: für die Single I’ll Be There - Portugal - 2022: für die Single Rather Be - Schweiz - 2022: für die Autorenbeteiligung Woman Like Me (Little Mix) - Spanien - 2015: für die Single Hold My Hand - 2024: für die Single My Love - Vereinigte Staaten - 2019: für das Album I Cry When I Laugh - 2023: für die Single Kill the Lights | - Australien - 2014: für die Single My Love - 2015: für die Single Real Love - 2015: für die Single Don’t Be So Hard on Yourself - 2015: für die Single Hold My Hand - 2019: für die Autorenbeteiligung Woman Like Me (Little Mix) - 2020: für die Single All I Am - Belgien - 2018: für die Single These Days - Brasilien - 2024: für die Single My Love - Dänemark - 2024: für die Single Take Me Home - Deutschland - 2018: für die Single My Love - Frankreich - 2015: für die Single Rather Be - Italien - 2016: für die Single Not Letting Go - 2016: für die Single Don’t Be So Hard on Yourself - Kanada - 2018: für die Single Hold My Hand - 2021: für die Single I’ll Be There - 2023: für die Autorenbeteiligung Lullaby (Sigala) - Mexiko - 2015: für die Single Rather Be - Neuseeland - 2020: für die Single Hold My Hand - 2020: für die Single Don’t Be So Hard on Yourself - 2021: für die Single My Love - 2021: für die Single Not Letting Go - 2022: für die Single Take Me Home - 2023: für das Album I Cry When I Laugh - 2024: für das Album Always In Between - Niederlande - 2014: für die Single Rather Be - 2015: für die Single Hold My Hand - Österreich - 2016: für die Single Rather Be - 2018: für die Single These Days - Polen - 2018: für die Autorenbeteiligung Lullaby (Sigala) - 2019: für die Autorenbeteiligung Woman Like Me (Little Mix) - Portugal - 2022: für die Single These Days - Schweden - 2014: für die Single My Love - Schweiz - 2014: für die Single Rather Be - Vereinigte Staaten - 2018: für die Single Hold My Hand - 2019: für die Single These Days - Vereinigtes Königreich - 2015: für die Single Real Love - 2016: für die Single Not Letting Go - 2019: für die Single All I Am - 2022: für die Single Right Here - 2024: für die Single One Touch - Deutschland - 2015: für die Single Rather Be - 2021: für die Single These Days | - Belgien - 2016: für die Single Rather Be - Italien - 2016: für die Single Hold My Hand - Schweden - 2014: für die Single Rather Be - Spanien - 2014: für die Single Rather Be - 2014: für das Streaming Rather Be - 2024: für die Single These Days - Vereinigtes Königreich - 2021: für die Single Thursday - 2021: für die Autorenbeteiligung Lullaby (Sigala) - 2023: für die Autorenbeteiligung Woman Like Me (Little Mix) - 2025: für das Album Always In Between - Australien - 2019: für die Single I’ll Be There - Dänemark - 2014: für das Streaming Rather Be - 2022: für die Single These Days - Italien - 2017: für die Single Take Me Home - 2019: für die Single These Days - Neuseeland - 2023: für die Single I’ll Be There - Polen - 2024: für die Single These Days - Vereinigtes Königreich - 2021: für die Single Hold My Hand - 2024: für die Single My Love - 2024: für die Single I’ll Be There - 2024: für die Single Don’t Be So Hard on Yourself - 2025: für die Single Take Me Home - Italien - 2014: für die Single Rather Be - Kanada - 2021: für die Single These Days - Vereinigte Staaten - 2019: für die Single Rather Be - Australien - 2020: für die Single These Days - Kanada - 2021: für die Single Rather Be - Neuseeland - 2025: für die Single Rather Be - Vereinigtes Königreich - 2024: für das Album I Cry When I Laugh - 2025: für die Single These Days - Australien - 2019: für die Single Rather Be - Neuseeland - 2025: für die Single These Days - Vereinigtes Königreich - 2025: für die Single Rather Be - Brasilien - 2020: für die Autorenbeteiligung Woman Like Me (Little Mix) - Frankreich - 2020: für die Single These Days |

## Auszeichnungen nach Alben

### I Cry When I Laugh
| Land/Region                  | Auszeichnungen für Musikverkäufe (Land/Region, Auszeichnung, Verkäufe) | Verkäufe  |
| ---------------------------- | ---------------------------------------------------------------------- | --------- |
| Dänemark (IFPI)              | Gold                                                                   | 10.000    |
| Italien (FIMI)               | Gold                                                                   | 25.000    |
| Kanada (MC)                  | Gold                                                                   | 40.000    |
| Neuseeland (RMNZ)            | Platin                                                                 | 15.000    |
| Vereinigte Staaten (RIAA)    | Gold                                                                   | 500.000   |
| Vereinigtes Königreich (BPI) | 5× Platin                                                              | 1.500.000 |
| Insgesamt                    | 4× Gold · 6× Platin ·                                                  | 2.105.000 |

### Always In Between
| Land/Region                  | Auszeichnungen für Musikverkäufe (Land/Region, Auszeichnung, Verkäufe) | Verkäufe |
| ---------------------------- | ---------------------------------------------------------------------- | -------- |
| Kanada (MC)                  | Gold                                                                   | 40.000   |
| Neuseeland (RMNZ)            | Platin                                                                 | 15.000   |
| Vereinigtes Königreich (BPI) | 2× Platin                                                              | 600.000  |
| Insgesamt                    | 1× Gold · 3× Platin ·                                                  | 655.000  |

## Auszeichnungen nach Singles

### Rather Be
| Land/Region                  | Auszeichnungen für Musikverkäufe (Land/Region, Auszeichnung, Verkäufe) | Verkäufe  |
| ---------------------------- | ---------------------------------------------------------------------- | --------- |
| Australien (ARIA)            | 6× Platin                                                              | 420.000   |
| Belgien (BRMA)               | 2× Platin                                                              | 60.000    |
| Brasilien (PMB)              | Gold                                                                   | 20.000    |
| Deutschland (BVMI)           | 3× Gold                                                                | 450.000   |
| Frankreich (SNEP)            | Platin                                                                 | 150.000   |
| Italien (FIMI)               | 4× Platin                                                              | 120.000   |
| Japan (RIAJ)                 | Gold                                                                   | 100.000   |
| Kanada (MC)                  | 5× Platin                                                              | 400.000   |
| Mexiko (AMPROFON)            | Platin                                                                 | 60.000    |
| Neuseeland (RMNZ)            | 5× Platin                                                              | 150.000   |
| Niederlande (NVPI)           | Platin                                                                 | 30.000    |
| Österreich (IFPI)            | Platin                                                                 | 30.000    |
| Portugal (AFP)               | Gold                                                                   | 5.000     |
| Schweden (IFPI)              | 2× Platin                                                              | 80.000    |
| Schweiz (IFPI)               | Platin                                                                 | 30.000    |
| Spanien (Promusicae)         | 2× Platin                                                              | 80.000    |
| Vereinigte Staaten (RIAA)    | 4× Platin                                                              | 4.000.000 |
| Vereinigtes Königreich (BPI) | 6× Platin                                                              | 3.600.000 |
| Insgesamt                    | 4× Gold · 42× Platin ·                                                 | 9.785.000 |

### My Love
| Land/Region                  | Auszeichnungen für Musikverkäufe (Land/Region, Auszeichnung, Verkäufe) | Verkäufe  |
| ---------------------------- | ---------------------------------------------------------------------- | --------- |
| Australien (ARIA)            | Platin                                                                 | 70.000    |
| Belgien (BRMA)               | Gold                                                                   | 15.000    |
| Brasilien (PMB)              | Platin                                                                 | 60.000    |
| Deutschland (BVMI)           | Platin                                                                 | 300.000   |
| Italien (FIMI)               | Gold                                                                   | 15.000    |
| Neuseeland (RMNZ)            | Platin                                                                 | 30.000    |
| Schweden (IFPI)              | Platin                                                                 | 40.000    |
| Spanien (Promusicae)         | Gold                                                                   | 30.000    |
| Vereinigtes Königreich (BPI) | 3× Platin                                                              | 1.800.000 |
| Insgesamt                    | 3× Gold · 8× Platin ·                                                  | 2.360.000 |

### Right Here
| Land/Region                  | Auszeichnungen für Musikverkäufe (Land/Region, Auszeichnung, Verkäufe) | Verkäufe |
| ---------------------------- | ---------------------------------------------------------------------- | -------- |
| Vereinigtes Königreich (BPI) | Platin                                                                 | 600.000  |
| Insgesamt                    | 1× Platin ·                                                            | 600.000  |

### Real Love
| Land/Region                  | Auszeichnungen für Musikverkäufe (Land/Region, Auszeichnung, Verkäufe) | Verkäufe |
| ---------------------------- | ---------------------------------------------------------------------- | -------- |
| Australien (ARIA)            | Platin                                                                 | 70.000   |
| Italien (FIMI)               | Gold                                                                   | 25.000   |
| Neuseeland (RMNZ)            | Gold                                                                   | 7.500    |
| Vereinigtes Königreich (BPI) | Platin                                                                 | 600.000  |
| Insgesamt                    | 2× Gold · 2× Platin ·                                                  | 702.500  |

### Hold My Hand
| Land/Region                  | Auszeichnungen für Musikverkäufe (Land/Region, Auszeichnung, Verkäufe) | Verkäufe  |
| ---------------------------- | ---------------------------------------------------------------------- | --------- |
| Australien (ARIA)            | Platin                                                                 | 70.000    |
| Dänemark (IFPI)              | Gold                                                                   | 45.000    |
| Deutschland (BVMI)           | Gold                                                                   | 200.000   |
| Italien (FIMI)               | 2× Platin                                                              | 100.000   |
| Kanada (MC)                  | Platin                                                                 | 80.000    |
| Neuseeland (RMNZ)            | Platin                                                                 | 30.000    |
| Niederlande (NVPI)           | Platin                                                                 | 30.000    |
| Polen (ZPAV)                 | Gold                                                                   | 25.000    |
| Spanien (Promusicae)         | Gold                                                                   | 20.000    |
| Vereinigte Staaten (RIAA)    | Platin                                                                 | 1.000.000 |
| Vereinigtes Königreich (BPI) | 3× Platin                                                              | 1.800.000 |
| Insgesamt                    | 4× Gold · 10× Platin ·                                                 | 3.400.000 |

### Not Letting Go
| Land/Region                  | Auszeichnungen für Musikverkäufe (Land/Region, Auszeichnung, Verkäufe) | Verkäufe |
| ---------------------------- | ---------------------------------------------------------------------- | -------- |
| Australien (ARIA)            | Gold                                                                   | 35.000   |
| Italien (FIMI)               | Platin                                                                 | 50.000   |
| Neuseeland (RMNZ)            | Platin                                                                 | 30.000   |
| Vereinigtes Königreich (BPI) | Platin                                                                 | 600.000  |
| Insgesamt                    | 1× Gold · 3× Platin ·                                                  | 715.000  |

### Don’t Be So Hard on Yourself
| Land/Region                  | Auszeichnungen für Musikverkäufe (Land/Region, Auszeichnung, Verkäufe) | Verkäufe  |
| ---------------------------- | ---------------------------------------------------------------------- | --------- |
| Australien (ARIA)            | Platin                                                                 | 70.000    |
| Italien (FIMI)               | Platin                                                                 | 50.000    |
| Neuseeland (RMNZ)            | Platin                                                                 | 30.000    |
| Vereinigtes Königreich (BPI) | 3× Platin                                                              | 1.800.000 |
| Insgesamt                    | 6× Platin ·                                                            | 1.950.000 |

### Take Me Home
| Land/Region                  | Auszeichnungen für Musikverkäufe (Land/Region, Auszeichnung, Verkäufe) | Verkäufe  |
| ---------------------------- | ---------------------------------------------------------------------- | --------- |
| Dänemark (IFPI)              | Platin                                                                 | 90.000    |
| Italien (FIMI)               | 3× Platin                                                              | 150.000   |
| Kanada (MC)                  | Gold                                                                   | 40.000    |
| Neuseeland (RMNZ)            | Platin                                                                 | 30.000    |
| Niederlande (NVPI)           | Gold                                                                   | 20.000    |
| Polen (ZPAV)                 | Gold                                                                   | 25.000    |
| Vereinigtes Königreich (BPI) | 3× Platin                                                              | 1.800.000 |
| Insgesamt                    | 3× Gold · 8× Platin ·                                                  | 2.155.000 |

### Ain’t Got Far to Go
| Land/Region                  | Auszeichnungen für Musikverkäufe (Land/Region, Auszeichnung, Verkäufe) | Verkäufe |
| ---------------------------- | ---------------------------------------------------------------------- | -------- |
| Vereinigtes Königreich (BPI) | Silber                                                                 | 200.000  |
| Insgesamt                    | 1× Silber ·                                                            | 200.000  |

### Kill the Lights
| Land/Region               | Auszeichnungen für Musikverkäufe (Land/Region, Auszeichnung, Verkäufe) | Verkäufe |
| ------------------------- | ---------------------------------------------------------------------- | -------- |
| Vereinigte Staaten (RIAA) | Gold                                                                   | 500.000  |
| Insgesamt                 | 1× Gold ·                                                              | 500.000  |

### These Days
| Land/Region                  | Auszeichnungen für Musikverkäufe (Land/Region, Auszeichnung, Verkäufe) | Verkäufe  |
| ---------------------------- | ---------------------------------------------------------------------- | --------- |
| Australien (ARIA)            | 5× Platin                                                              | 350.000   |
| Belgien (BRMA)               | Platin                                                                 | 30.000    |
| Dänemark (IFPI)              | 3× Platin                                                              | 270.000   |
| Deutschland (BVMI)           | 3× Gold                                                                | 600.000   |
| Frankreich (SNEP)            | Diamant                                                                | 333.333   |
| Italien (FIMI)               | 3× Platin                                                              | 150.000   |
| Kanada (MC)                  | 4× Platin                                                              | 320.000   |
| Neuseeland (RMNZ)            | 6× Platin                                                              | 180.000   |
| Österreich (IFPI)            | Platin                                                                 | 30.000    |
| Polen (ZPAV)                 | 3× Platin                                                              | 150.000   |
| Portugal (AFP)               | Platin                                                                 | 10.000    |
| Spanien (Promusicae)         | 2× Platin                                                              | 120.000   |
| Vereinigte Staaten (RIAA)    | Platin                                                                 | 1.000.000 |
| Vereinigtes Königreich (BPI) | 5× Platin                                                              | 3.000.000 |
| Insgesamt                    | 1× Gold · 36× Platin · 1× Diamant ·                                    | 6.543.333 |

### I’ll Be There
| Land/Region                  | Auszeichnungen für Musikverkäufe (Land/Region, Auszeichnung, Verkäufe) | Verkäufe  |
| ---------------------------- | ---------------------------------------------------------------------- | --------- |
| Australien (ARIA)            | 3× Platin                                                              | 210.000   |
| Dänemark (IFPI)              | Gold                                                                   | 45.000    |
| Italien (FIMI)               | Gold                                                                   | 25.000    |
| Kanada (MC)                  | Platin                                                                 | 80.000    |
| Neuseeland (RMNZ)            | 3× Platin                                                              | 90.000    |
| Norwegen (IFPI)              | Gold                                                                   | 30.000    |
| Polen (ZPAV)                 | Gold                                                                   | 25.000    |
| Vereinigtes Königreich (BPI) | 3× Platin                                                              | 1.800.000 |
| Insgesamt                    | 4× Gold · 10× Platin ·                                                 | 2.305.000 |

### All I Am
| Land/Region                  | Auszeichnungen für Musikverkäufe (Land/Region, Auszeichnung, Verkäufe) | Verkäufe |
| ---------------------------- | ---------------------------------------------------------------------- | -------- |
| Australien (ARIA)            | Platin                                                                 | 70.000   |
| Italien (FIMI)               | Gold                                                                   | 25.000   |
| Kanada (MC)                  | Gold                                                                   | 40.000   |
| Vereinigtes Königreich (BPI) | Platin                                                                 | 600.000  |
| Insgesamt                    | 2× Gold · 2× Platin ·                                                  | 735.000  |

### Thursday
| Land/Region                  | Auszeichnungen für Musikverkäufe (Land/Region, Auszeichnung, Verkäufe) | Verkäufe  |
| ---------------------------- | ---------------------------------------------------------------------- | --------- |
| Kanada (MC)                  | Gold                                                                   | 40.000    |
| Vereinigtes Königreich (BPI) | 2× Platin                                                              | 1.200.000 |
| Insgesamt                    | 1× Gold · 2× Platin ·                                                  | 1.240.000 |

### One Touch
| Land/Region                  | Auszeichnungen für Musikverkäufe (Land/Region, Auszeichnung, Verkäufe) | Verkäufe |
| ---------------------------- | ---------------------------------------------------------------------- | -------- |
| Vereinigtes Königreich (BPI) | Platin                                                                 | 600.000  |
| Insgesamt                    | 1× Platin ·                                                            | 600.000  |

### This Christmas
| Land/Region                  | Auszeichnungen für Musikverkäufe (Land/Region, Auszeichnung, Verkäufe) | Verkäufe |
| ---------------------------- | ---------------------------------------------------------------------- | -------- |
| Vereinigtes Königreich (BPI) | Silber                                                                 | 200.000  |
| Insgesamt                    | 1× Silber ·                                                            | 200.000  |

### My Love (2024)
| Land/Region         | Auszeichnungen für Musikverkäufe (Land/Region, Auszeichnung, Verkäufe) | Verkäufe |
| ------------------- | ---------------------------------------------------------------------- | -------- |
| Griechenland (IFPI) | Gold                                                                   | 10.000   |
| Insgesamt           | 1× Gold ·                                                              | 10.000   |

## Auszeichnungen nach Liedern

### My Love(Solo-Version)
| Land/Region                  | Auszeichnungen für Musikverkäufe (Land/Region, Auszeichnung, Verkäufe) | Verkäufe |
| ---------------------------- | ---------------------------------------------------------------------- | -------- |
| Vereinigtes Königreich (BPI) | Silber                                                                 | 200.000  |
| Insgesamt                    | 1× Silber ·                                                            | 200.000  |

## Auszeichnungen nach Autorenbeteiligungen

### Rumour Mill (Rudimental)
| Land/Region                  | Auszeichnungen für Musikverkäufe (Land/Region, Auszeichnung, Verkäufe) | Verkäufe |
| ---------------------------- | ---------------------------------------------------------------------- | -------- |
| Vereinigtes Königreich (BPI) | Silber                                                                 | 200.000  |
| Insgesamt                    | 1× Silber ·                                                            | 200.000  |

### Lullaby (Sigala)
| Land/Region                  | Auszeichnungen für Musikverkäufe (Land/Region, Auszeichnung, Verkäufe) | Verkäufe |
| ---------------------------- | ---------------------------------------------------------------------- | -------- |
| Italien (FIMI)               | Gold                                                                   | 25.000   |
| Kanada (MC)                  | Platin                                                                 | 80.000   |
| Österreich (IFPI)            | Gold                                                                   | 15.000   |
| Polen (ZPAV)                 | Platin                                                                 | 20.000   |
| Vereinigtes Königreich (BPI) | Platin                                                                 | 600.000  |
| Insgesamt                    | 2× Gold · 3× Platin ·                                                  | 740.000  |

### Woman Like Me (Little Mix)
| Land/Region                  | Auszeichnungen für Musikverkäufe (Land/Region, Auszeichnung, Verkäufe) | Verkäufe  |
| ---------------------------- | ---------------------------------------------------------------------- | --------- |
| Australien (ARIA)            | Platin                                                                 | 70.000    |
| Brasilien (PMB)              | Diamant                                                                | 160.000   |
| Dänemark (IFPI)              | Gold                                                                   | 45.000    |
| Kanada (MC)                  | Gold                                                                   | 40.000    |
| Mexiko (AMPROFON)            | Gold                                                                   | 30.000    |
| Norwegen (IFPI)              | Gold                                                                   | 30.000    |
| Polen (ZPAV)                 | Platin                                                                 | 20.000    |
| Schweiz (IFPI)               | Gold                                                                   | 10.000    |
| Vereinigtes Königreich (BPI) | 2× Platin                                                              | 1.200.000 |
| Insgesamt                    | 5× Gold · 4× Platin · 1× Diamant ·                                     | 1.605.000 |

## Auszeichnungen nach Musikstreamings

### Rather Be
| Land/Region          | Auszeichnungen für Musikverkäufe (Land/Region, Auszeichnung, Verkäufe) | Verkäufe   |
| -------------------- | ---------------------------------------------------------------------- | ---------- |
| Dänemark (IFPI)      | 3× Platin                                                              | 7.800.000  |
| Japan (RIAJ)         | Gold                                                                   | 50.000.000 |
| Spanien (Promusicae) | 2× Platin                                                              | 16.000.000 |
| Insgesamt            | 1× Gold · 5× Platin ·                                                  | 73.800.000 |

### My Love
| Land/Region     | Auszeichnungen für Musikverkäufe (Land/Region, Auszeichnung, Verkäufe) | Verkäufe  |
| --------------- | ---------------------------------------------------------------------- | --------- |
| Dänemark (IFPI) | Gold                                                                   | 1.300.000 |
| Insgesamt       | 1× Gold ·                                                              | 1.300.000 |

## Statistik und Quellen
| Land/RegionAuszeichnungen für Musikverkäufe (Land/Region, Auszeichnungen, Verkäufe, Quellen) | Silber     | Gold       | Platin         | Diamant     | Verkäufe   | Quellen                 |
| -------------------------------------------------------------------------------------------- | ---------- | ---------- | -------------- | ----------- | ---------- | ----------------------- |
| Australien (ARIA)                                                                            | —          | Gold1      | 20× Platin20   | —           | 1.435.000  | aria.com.au             |
| Belgien (BRMA)                                                                               | —          | Gold1      | 3× Platin3     | —           | 105.000    | ultratop.be             |
| Brasilien (PMB)                                                                              | —          | Gold1      | Platin1        | Diamant1    | 240.000    | pro-musicabr.org.br BR2 |
| Dänemark (IFPI)                                                                              | —          | 5× Gold5   | 7× Platin7     | —           | 505.000    | ifpi.dk                 |
| Deutschland (BVMI)                                                                           | —          | 3× Gold3   | 3× Platin3     | —           | 1.550.000  | musikindustrie.de       |
| Frankreich (SNEP)                                                                            | —          | —          | Platin1        | Diamant1    | 483.333    | snepmusique.com         |
| Griechenland (IFPI)                                                                          | —          | Gold1      | —              | —           | 10.000     | Einzelnachweise         |
| Italien (FIMI)                                                                               | —          | 6× Gold6   | 14× Platin14   | —           | 840.000    | fimi.it                 |
| Japan (RIAJ)                                                                                 | —          | 2× Gold2   | —              | —           | 100.000    | riaj.or.jp JP2          |
| Kanada (MC)                                                                                  | —          | 6× Gold6   | 12× Platin12   | —           | 1.200.000  | musiccanada.com         |
| Mexiko (AMPROFON)                                                                            | —          | Gold1      | Platin1        | —           | 90.000     | amprofon.com.mx         |
| Neuseeland (RMNZ)                                                                            | —          | Gold1      | 21× Platin21   | —           | 622.500    | radioscope.co.nz NZ2    |
| Niederlande (NVPI)                                                                           | —          | Gold1      | 3× Platin3     | —           | 90.000     | nvpi.nl                 |
| Norwegen (IFPI)                                                                              | —          | 2× Gold2   | —              | —           | 60.000     | ifpi.no                 |
| Österreich (IFPI)                                                                            | —          | Gold1      | 2× Platin2     | —           | 75.000     | ifpi.at                 |
| Polen (ZPAV)                                                                                 | —          | 3× Gold3   | 5× Platin5     | —           | 265.000    | olis.pl                 |
| Portugal (AFP)                                                                               | —          | Gold1      | Platin1        | —           | 15.000     | Einzelnachweise         |
| Schweden (IFPI)                                                                              | —          | —          | 3× Platin3     | —           | 120.000    | sverigetopplistan.se    |
| Schweiz (IFPI)                                                                               | —          | Gold1      | Platin1        | —           | 40.000     | hitparade.ch            |
| Spanien (Promusicae)                                                                         | —          | 2× Gold2   | 6× Platin6     | —           | 270.000    | elportaldemusica.es     |
| Vereinigte Staaten (RIAA)                                                                    | —          | 2× Gold2   | 6× Platin6     | —           | 7.000.000  | riaa.com                |
| Vereinigtes Königreich (BPI)                                                                 | 4× Silber4 | —          | 44× Platin44   | —           | 25.100.000 | bpi.co.uk               |
| Insgesamt                                                                                    | 4× Silber4 | 41× Gold41 | 154× Platin154 | 2× Diamant2 |            |                         |